# Cuacos de Yuste
Cuacos de Yuste (extremadurai nyelven Quacus de Yusti) település Spanyolországban, Cáceres tartományban. Cuacos de Yuste Aldeanueva de la Vera, Jarandilla de la Vera, Talayuela, Collado, Jaraíz de la Vera és Garganta la Olla községekkel határos. Lakosainak száma 829 fő (2024).

## Népesség
A település népessége az elmúlt években az alábbi módon változott:
| Lakosok száma | 966  | 961  | 939  | 915  | 902  | 877  | 849  | 841  | 847  | 829  |
|               | 2001 | 2004 | 2006 | 2009 | 2011 | 2014 | 2016 | 2019 | 2021 | 2024 |